# 시럽 (2013년 영화)
《시럽》(영어: Syrup)은 2013년 공개된 미국의 코미디 드라마 영화이다.

## 출연
- 앰버 허드
- 샤일로 퍼낸데즈
- 켈런 러츠
- 브리트니 스노
- 조시 파이스
- 케이트 내시
- 레이철 드래치
- 애덤 러페브러
- 크리스토퍼 에번 웰치
- 커스티 앨리
- 마커스 콜로마
- 키스 파월
- 토비 헤밍웨이 (크레디트 미기재)

## 기타 제작진
- 미술: 디나 골드먼